# Blackway
Blackway, también conocida como Go with Me, es un thriller canadiense de 2015 dirigido por Daniel Alfredson. Está basado en la novela Go with Me (2008) escrita por Castle Freeman Jr. Está interpretada en sus principales papeles por Anthony Hopkins, Julia Stiles, Alexander Ludwig y Ray Liotta. Fue presentada fuera de concurso en el Festival Internacional de Cine de Venecia el 11 de septiembre de 2015.

## Reparto
| Actor            | Personaje |
| ---------------- | --------- |
| Anthony Hopkins  | Lester    |
| Julia Stiles     | Lillian   |
| Alexander Ludwig | Nate      |
| Ray Liotta       | Blackway  |
| Hal Holbrook     | Whizzer   |
| Lochlyn Munro    | Murdoch   |

## Argumento
Lillian es una joven que vuelve a su localidad natal tras la muerte de su madre. Allí es molestada por Blackway, un mafioso local y expolicía, por lo que acude al sheriff. Este se desinhibe y le recomienda que vaya a visitar a un hombre que conoce al matón y que quizá quiera ayudarle. Pero este también teme a Blackway. Al final, los únicos que se atreven a ayudarla son un anciano (Lester) y su joven amigo (Nate). La búsqueda será dura y sin vuelta atrás.